# KIC 8462852
Pour les articles homonymes, voir Boyajian.
 (août 2022).
Si vous disposez d'ouvrages ou d'articles de référence ou si vous connaissez des sites web de qualité traitant du thème abordé ici, merci de compléter l'article en donnant les références utiles à sa vérifiabilité et en les liant à la section « Notes et références ».
Désignations
KIC 8462852 est une étoile jaune-blanc de la séquence principale située dans la constellation du Cygne à environ 451 pc (∼1 470 al) de la Terre. Elle a fait l'objet d'une attention médiatique en octobre 2015 à cause de variations inhabituelles de luminosité.
Elle est parfois surnommée étoile de Tabby ou étoile de Boyajian d'après Tabetha S. Boyajian,, et a aussi été nommée « L'étoile WTF ».
Des fluctuations lumineuses inhabituelles de l'étoile, y compris une diminution de la luminosité allant jusqu'à 22 %, ont été découvertes par des astronomes amateurs dans le cadre du projet Planet Hunters, disponible sur le site Zooniverse. En septembre 2015, des astronomes professionnels et amateurs associés au projet Planet Hunters ont publié une prépublication d'un article décrivant les données et les interprétations possibles des fluctuations de luminosité. La découverte a été faite à partir des données recueillies par le télescope spatial Kepler, qui a observé les changements de luminosité des étoiles lointaines pour détecter les exoplanètes.
Plusieurs hypothèses ont été proposées pour expliquer les grands changements irréguliers de luminosité de l'étoile qui apparaissant dans sa courbe de lumière, mais à ce jour, aucune hypothèse n'explique pleinement tous les aspects des variations.
L'étoile de Tabby n'est pas la seule étoile à avoir de grandes variations irrégulières, mais d'autres étoiles de ce type incluent de jeunes objets stellaires dont la luminosité est qualifiée de louche[Par qui ?], qui ont des schémas de variations différents, tel que l'objet EPIC 204278916.
De nouvelles fluctuations ont été détectées de la mi-mai 2017 à juillet 2018, en supposant qu'elles se sont poursuivies durant la période de fin décembre 2017 à mi-février 2018 alors que l'étoile est trop proche du Soleil pour pouvoir être observée. En septembre 2019, les astronomes ont rapporté que les variations observées de l'étoile de Tabby pourraient avoir été produites par des fragments résultant de la perturbation d'une exolune orpheline. Une étude globale d'autres étoiles similaires a été présentée. En janvier 2021, un compagnon de masse stellaire éloigné a été signalé, faisant de KIC 8462852 un système stellaire binaire.

## Compagnon stellaire
Le compagnon stellaire est une naine rouge, localisée à 880 ± 10 UA de l'étoile de Tabby. Elle a été confirmée partager un mouvement propre commun avec l'étoile en 2021.

## Désignations
Les noms "d'étoile de Tabby" et de "l'étoile de Boyajian" font référence à l'astronome américaine Tabetha S. Boyajian, qui était l'auteur principal de l'article scientifique qui a annoncé la découverte des fluctuations lumineuses irrégulières de l'étoile en 2015. Le surnom "d'étoile WTF" est une référence au sous-titre de l'article "où est le flux ?", qui met en évidence les creux observés dans le flux radiatif de l'étoile. Le surnom est un double sens pour l'expression familière de l'incrédulité, "what the fuck", ou "WTF", signifiant en français "c'est quoi ce bordel". L'étoile a également reçu le surnom de "LGM-2" (pour Little Green Man - 2, signifiant Petits Hommes Verts 2) - un hommage au premier pulsar découvert, PSR B1919+21, qui a reçu le surnom de "LGM-1" lorsqu'il a été théorisé à l'origine comme étant une transmission d'une civilisation extraterrestre.
D'autres désignations dans divers catalogues d'étoiles ont été données à l'étoile de Tabby. Dans le Kepler Input Catalog, une collection d'objets astronomiques catalogués par le télescope spatial Kepler, dont l'étoile de Tabby, qui est connue sous le nom de KIC 8462852. Dans le catalogue Tycho-2, une collection améliorée d'étoiles observées et cataloguées par le satellite Hipparcos, l'étoile est connue sous le nom de TYC 3162-665-1. Dans l'infrarouge, elle a été observée et cataloguée par une équipe du Two Micron All-Sky Survey (connu sous le nom de 2MASS), l'étoile est identifiée comme 2MASS J20061546+4427248.

## Histoire observationnelle
L'étoile de Tabby a été observée dès l'année 1890. L'étoile a été cataloguée dans les catalogues astronomiques Tycho, 2MASS, UCAC4 et WISE (publiés en 1997, 2003, 2009 et 2012, respectivement). La principale source d'informations sur les fluctuations de luminosité de l'étoile de Tabby est l'observation de l'étoile de Tabby réalisée avec le télescope spatial Kepler. Au cours de sa mission principale, prolongée de 2009 à 2013, il a surveillé en continu les courbes de lumière de plus de 100 000 étoiles dans une partie du ciel des constellations du Cygne et de la Lyre.

## Description
En septembre 2015, plusieurs astronomes publient un document analysant les fluctuations de lumière inhabituelles de l'étoile, telles que mesurées par le télescope spatial Kepler, une sonde qui enregistre les variations de luminosité d'étoiles en orbite éloignée pour détecter des exoplanètes. Les changements irréguliers de luminosité de l'étoile semblent indiquer une grande masse (ou de nombreuses petites masses ensemble) en orbite autour de l'étoile en « formation serrée ». Des hypothèses ont été proposées pour expliquer les variations inhabituelles de lumière (voir infra).
L'étoile a reçu une attention médiatique intense en octobre 2015, avec la spéculation que les variations inhabituelles de lumière pourraient être des signes d'activité associés à une vie extraterrestre intelligente,.
Deux astronomes (Montet et Simon) ont livré les résultats de leur investigation dans une publication début août 2016. Ils constatent que pendant les deux premières années et demi d'observation, la luminosité de l'étoile a baissé régulièrement pour atteindre une diminution de 0,9 % au total, puis cette diminution de luminosité s'est accélérée pour atteindre 2 % en 200 jours. Les astronomes ne proposent pas d'explication pour expliquer leurs observations. Ils proposent cependant que cette baisse de luminosité ne proviendrait pas de l'étoile, elle-même, mais pourrait être due à l'obstruction de l'étoile par un phénomène non identifié à ce jour,,,.

## Position dans le ciel

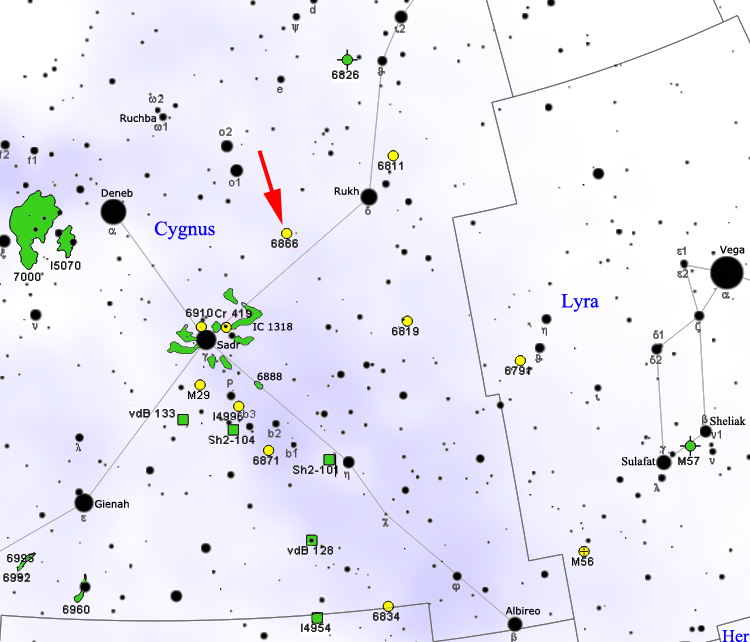
Position de l'étoile dans la constellation du Cygne.

KIC 8462852 est située dans la constellation du Cygne à peu près à mi-chemin entre les grandes étoiles visibles à l'œil nu Deneb (Alpha Cygni) et Rukh (Delta Cygni) dans le cadre de la Croix du Nord. KIC 8462852 est localisée au sud de Omicron¹ Cygni (aussi nommée 31 Cygni) et au nord-est de l'amas d'étoiles NGC 6866. Alors que positionnée seulement à quelques minutes d'arc de l'amas, elle est indépendante. Avec une magnitude apparente de 11,7, l'étoile ne peut pas être vue à l'œil nu.

## Données de Kepler
Les données de luminosité du télescope spatial Kepler montrent des chutes de luminosité non périodiques fréquentes, avec deux chutes massives de luminosité se produisant environ tous les 750 jours. L'intensité pure et la variabilité des chutes de luminosité de l'étoile ont intrigué les scientifiques. Les changements de luminosité de l'étoile sont compatibles avec une grande masse (ou de nombreuses petites masses ensemble) en orbite autour de l'étoile en « formation serrée ».
La première baisse importante obscurcit l'étoile à 15 %, et la seconde à 22 %. En comparaison, une planète de la taille de Jupiter ne ferait que masquer une étoile de cette taille de 1%, ce qui signifie que ce qui bloque la lumière lors des deux diminutions importantes de la luminosité n'est pas une planète, mais plutôt quelque chose masquant une moitié de l'étoile. En raison de la panne de deux roues de réaction de Kepler, la diminution de luminosité de l'étoile qui avait été prédite pour avril 2015, 750 jours après la précédente, n'a pas été enregistrée.

## Luminosité
Les observations de la luminosité de l'étoile par le télescope spatial Kepler montrent de petites baisses de luminosité fréquentes et non périodiques, ainsi que deux grandes baisses de luminosité enregistrées à deux ans d'intervalle. L'amplitude des changements de luminosité de l'étoile et l'apériodicité des changements signifient que cette étoile présente un intérêt particulier pour les astronomes. Les changements de luminosité de l'étoile sont cohérents avec de nombreuses petites masses en orbite autour de l'étoile en "formation serrée".
La première baisse majeure, le 5 mars 2011, a réduit la luminosité de l'étoile jusqu'à 15%, et les 726 jours suivants (le 28 février 2013) jusqu'à 22% (Une troisième atténuation, d'environ 8 %, s'est produite 48 jours plus tard). En comparaison, une planète de la taille de Jupiter n'obscurcirait une étoile de cette taille que de 1 %, ce qui indique que tout ce qui bloque la lumière pendant les creux majeurs de l'étoile n'est pas une planète, mais plutôt quelque chose couvrant jusqu'à la moitié de la largeur de l'étoile. En raison de la défaillance de deux des roues de réaction de Kepler, la baisse de 750 jours prévue par l'étoile vers février 2015 n'a pas été enregistrée. Les creux de lumière ne présentent pas de schéma évident.
En plus des variations de l'ordre d'une journée, une étude d'un siècle de plaques photographiques suggère que l'étoile s'est progressivement estompée en 100 ans (de c. 1890 à c. 1990) d'environ 20 %, ce qui serait sans précédent pour n'importe quelle étoile de séquence principale de type F. Cependant, la détection de magnitudes précises à partir d'archives photographiques à long terme est une procédure complexe, nécessitant un ajustement pour les changements d'équipement, et dépend fortement du choix des étoiles de comparaison. Une autre étude, examinant les mêmes plaques photographiques, a conclu que la variation possible d'un siècle était probablement un artefact de données et non un véritable événement astrophysique. Une autre étude à partir de plaques entre 1895 et 1995 a trouvé des preuves solides que l'étoile ne s'est pas atténuée, mais a gardé une luminosité constante à quelques %, à l'exception d'une baisse de 8% le 24 octobre 1978, entraînant une période d'occultation de 738 jours.
Une troisième étude, utilisant des mesures de lumière par l'observatoire Kepler sur une période de quatre ans, a déterminé que l'étoile de Tabby diminuait d'environ 0,34% par an avant de diminuer plus rapidement d'environ 2,5% en 200 jours. La luminosité est ensuite revenue à son taux de baisse lente, comme observée précédemment. La même technique a été utilisée pour étudier 193 étoiles dans son voisinage et 355 étoiles similaires en taille et en composition à l'étoile de Tabby. Aucune de ces étoiles ne présentait une telle atténuation. En 2018, une périodicité possible de 1 574 jours (4,31 ans) dans la variation de l'étoile a été signalée.

## Hypothèses
Fondés sur l'étude du type spectral de l'étoile, les changements de luminosité de l'étoile ne peuvent pas être attribués à la variabilité intrinsèque. Quelques hypothèses ont été proposées impliquant du matériel en orbite autour de l'étoile et bloquant sa lumière. Aucune de ces explications ne parvient cependant à expliquer pleinement les données observées.

### Anneau de poussière

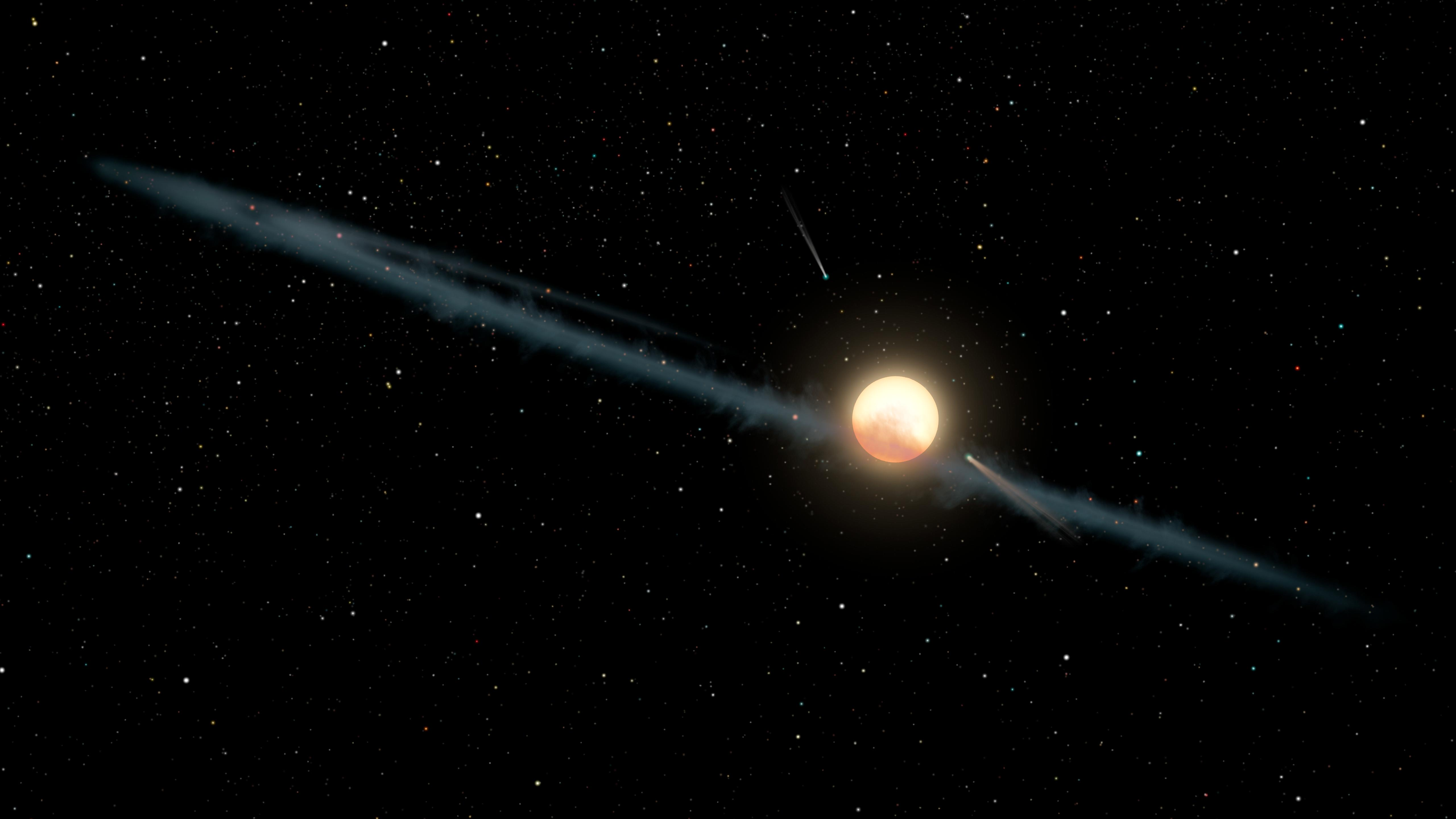
Vue d'artiste de l'hypothétique disque de poussière autour de l'étoile de Tabby.

Les chercheurs ont trouvé moins de variations dans la lumière infrarouge de l'étoile que dans sa lumière ultraviolette. Tout objet plus grand que les  particules de poussière atténuerait toutes les longueurs d'onde de la lumière de manière égale lorsqu'il passerait devant l'étoile de Tabby.
En 2017, Meng et al. ont suggéré que, sur la base des données d'observation de l'étoile de Tabby de la mission Search Origin Of Swift Gamma-Ray Burst, du télescope spatial Spitzer et de l'observatoire belge IRIS, seuls les écrans microscopiques à poussière fine, provenant de matériau circumstellaire, sont capables de disperser la lumière des étoiles de la manière détectée dans les mesures sur l'étoile de Tabby. Sur la base de ces études, le 4 octobre 2017, la NASA a signalé que les événements de variations inhabituels de l'étoile sont dus à un "anneau de poussières irrégulier" en orbite autour de l'étoile. Bien que l'explication d'une quantité importante de petites particules en orbite autour de l'étoile concerne les baisses à long terme, comme l'a noté Meng, l'explication semble également cohérente avec les variations de l'ordre d'une semaine trouvés par l'astronome amateur Bruce L. Gary et l'équipe de recherche de l'étoile de Tabby, coordonnés par l'astronome Tabetha S. Boyajian, lors d'événements de variation plus récents.
Une explication connexe, mais plus sophistiquée, des événements de variation, impliquant une naine brune en transit sur une orbite excentrique de 1 600 jours près de l'étoile de Tabby, une fonction de baisse de la luminosité et des intervalles prédits de luminosité, a été proposée. Les événements de baisse et d'éclaircissement de l'étoile continuent d'être surveillés ; les courbes de lumière associées sont actuellement mises à jour et publiées fréquemment.
Néanmoins, des données similaires à celles observées pour l'étoile de Tabby, ainsi que des données à l'appui de l'observatoire à rayons X Chandra, ont été trouvées avec un disque de débris en orbite autour de WD 1145+017, une naine blanche qui a également des fluctuations inhabituelles de la courbe de lumière. De plus, l'étoile très variable RZ Piscium, qui s'éclaire et s'assombrit de manière erratique, s'est avérée émettre un rayonnement infrarouge excessif, suggérant que l'étoile est entourée de grandes quantités de gaz et de poussière, résultant peut-être de la destruction de planètes locales.

### Nuage de comètes en phase de désintégration

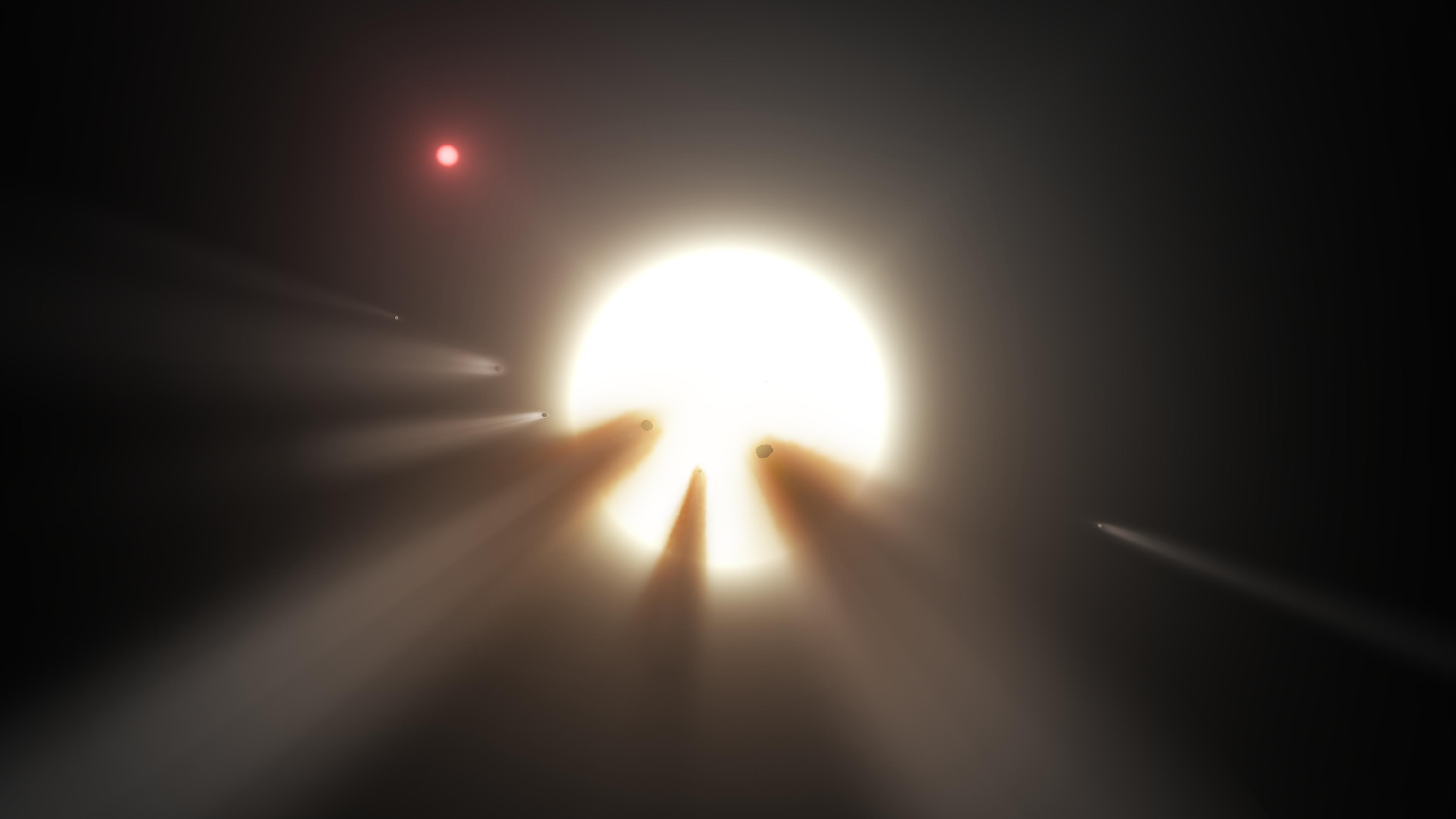
Impression d'artiste d'astéroïdes se dirigeant vers l'étoile de Tabby.

Une explication proposée pour la réduction de la lumière est qu'elle est due à un nuage d'exocomètes en désintégration en orbite elliptique autour de l'étoile. Ce scénario supposerait qu'un système planétaire, se situant autour de l'étoile de Tabby, a quelque chose de similaire au nuage d'Oort et que la gravité d'une étoile proche a amené les comètes dudit nuage à se rapprocher du système, obstruant ainsi les spectres de l'étoile de Tabby. Les preuves à l'appui de cette hypothèse incluent une naine rouge de type M à moins de 132 milliards de kilomètres (885 UA) de l'étoile de Tabby. L'idée que les comètes d'un tel nuage pourraient exister en nombre suffisamment élevé pour obscurcir 22% de la luminosité observée de l'étoile a été mise en doute, en raison de l'importante baisse de luminosité.
Les observations en longueur d'onde submillimétrique à la recherche de poussière froide plus éloignée dans une ceinture d'astéroïdes semblable à la ceinture de Kuiper, se situant autour du Soleil, suggèrent qu'une explication de perturbation planétaire « catastrophique » distante est peu probable ; la possibilité d'une ceinture d'astéroïdes perturbée diffusant des comètes dans le système interne reste à déterminer.

### Jeune étoile mal formée

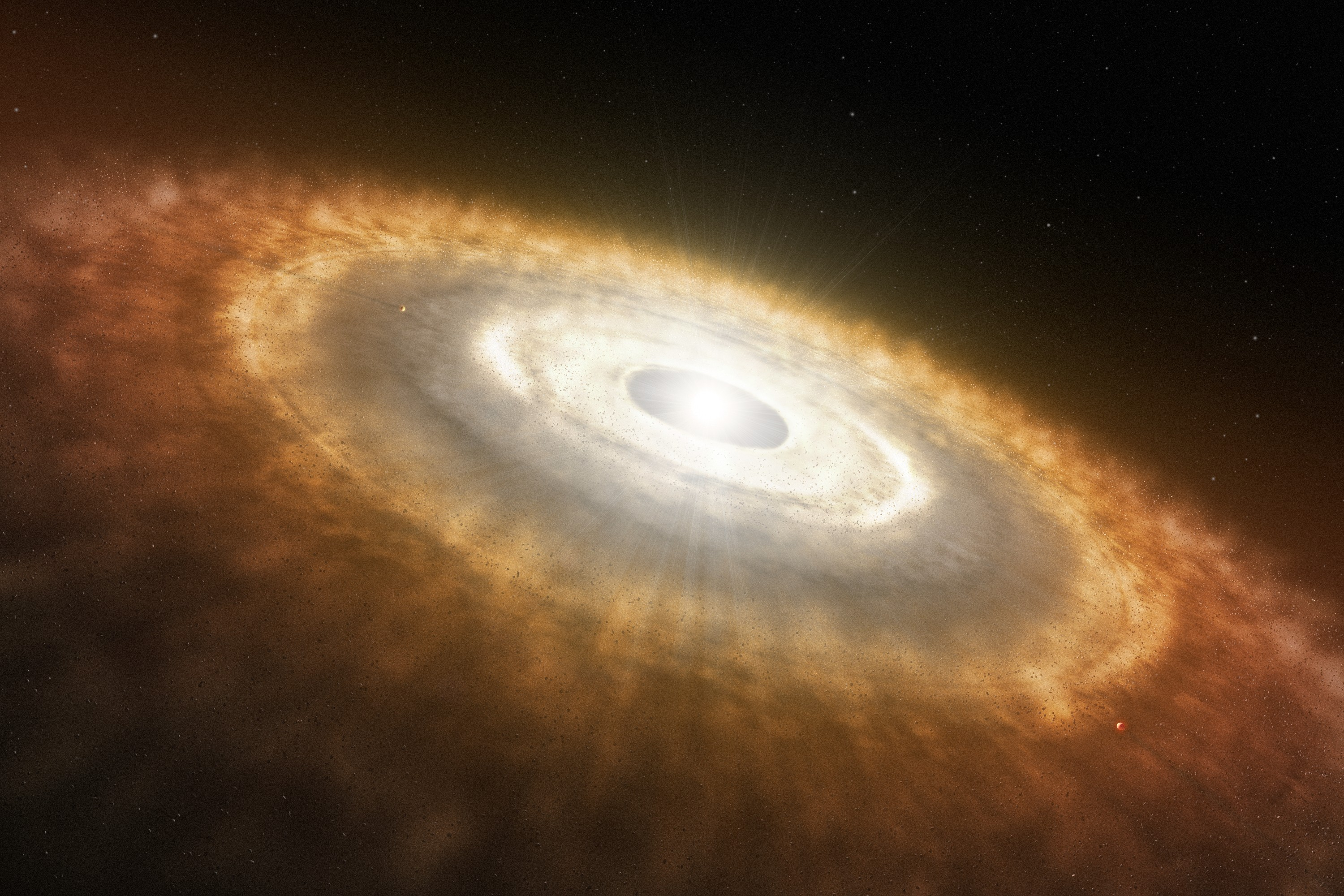
Impression d'artiste d'une étoile entourée d'un disque de matériau circumstellaire.

L'astronome Jason T. Wright et d'autres qui ont étudié l'étoile de Tabby ont suggéré que si l'étoile est plus jeune que sa position et sa vitesse ne le suggèrent, alors il peut encore y avoir un matériau circumstellaire autour d'elle. Une étude spectroscopique de 0,8 à 4,2 µm du système à l'aide de l'installation de télescope infrarouge de la NASA, nommée IRTF, n'a observé aucune preuve de matériau circumstellaire dans quelques unités astronomiques de l'étoile, rendant cette hypothèse douteuse.
Jason Wright avance aussi l'hypothèse que des « mégastructures », une sphère de Dyson en construction, pourraient être responsables de la fluctuation de luminosité de l'astre. Il indique toutefois que l'hypothèse d'une présence extraterrestre devrait être la dernière envisagée.

### Champ de débris planétaires

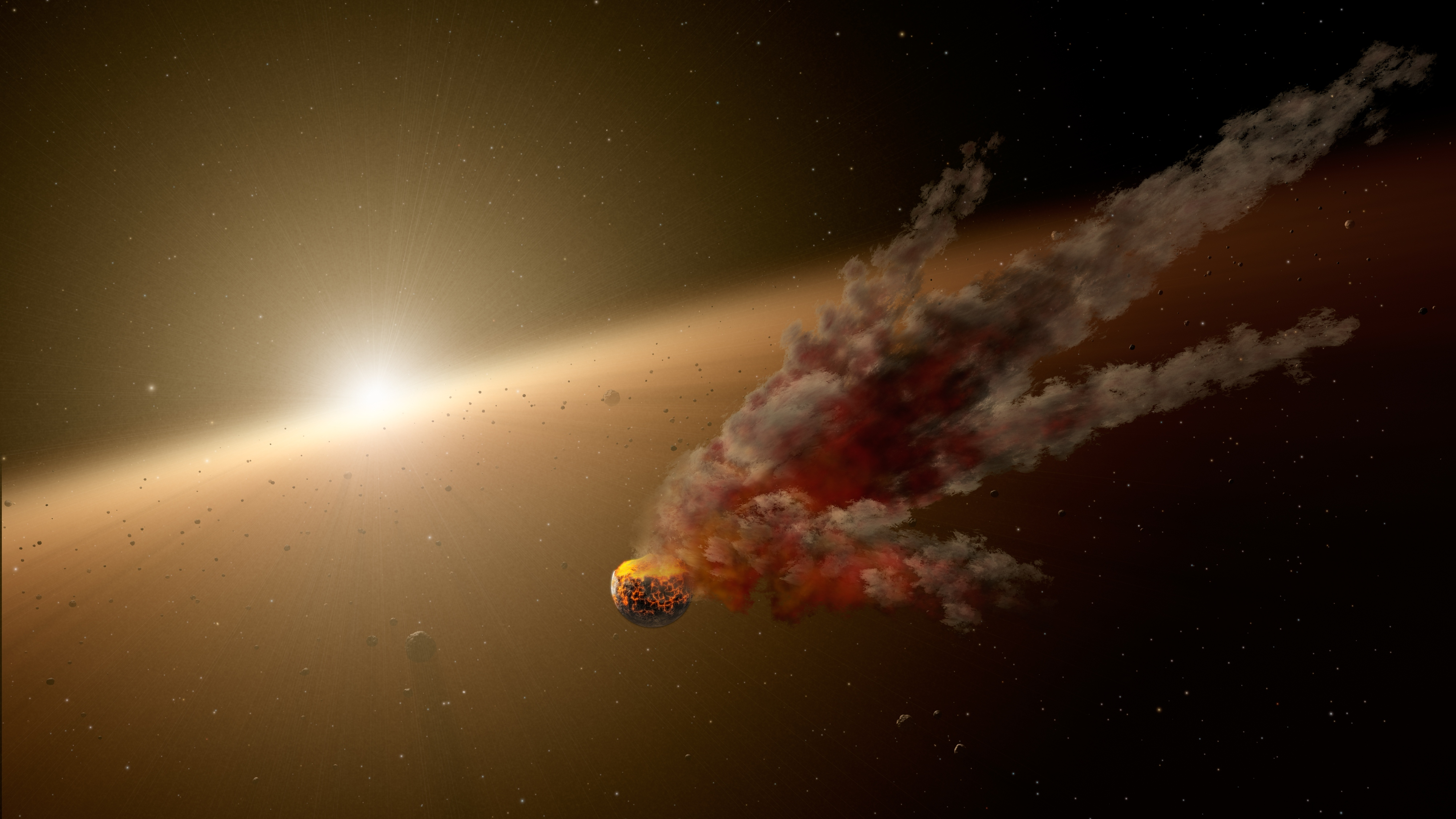
Impression d'artiste d'une exoplanète venant de subir une collision.

Des observations spectroscopiques et d'imagerie à haute résolution ont également été effectuées, ainsi que des analyses de distribution d'énergie spectrale à l'aide du télescope optique nordique, situé en Espagne. Un scénario de collision entre deux protoplanètes créerait une poussière chaude qui brille dans les longueurs d'onde infrarouges, mais il n'y a pas d'excès infrarouge observé, ce qui exclut les débris de collision planétaire massifs.
D'autres chercheurs pensent que l'explication du champ de débris planétaires est peu probable, étant donné la très faible probabilité que Kepler ne soit jamais témoin d'un tel événement en raison de la rareté des collisions d'une telle taille.
Comme pour la possibilité de fusionner des matériaux autour de l'étoile, des études spectroscopiques utilisant l'IRTF n'ont trouvé aucune preuve de poussière chaude ou de matière circumstellaire provenant d'une planète en évaporation ou en explosion à quelques unités astronomiques de l'étoile centrale. De même, une étude des données infrarouges passées du télescope spatial Spitzer de la NASA et du WISE n'a trouvé aucune preuve d'un excès d'émission infrarouge de l'étoile, ce qui aurait été un indicateur de grains de poussière chauds qui auraient pu provenir de collisions catastrophiques d'exométéores ou d'exoplanètes dans le système. Cette absence d'émission soutient l'hypothèse qu'un essaim de comètes froides sur une orbite inhabituellement excentrique pourrait être responsable de la courbe de lumière unique de l'étoile, mais d'autres études sont nécessaires.

### Consommation d'une planète
En décembre 2016, une équipe de chercheurs a proposé que l'étoile de Tabby ait avalé une planète, provoquant une augmentation temporaire et inobservée de la luminosité due à la libération d'énergie gravitationnelle. Lorsque la planète est tombée dans son étoile, elle aurait pu être déchirée ou ses exolunes arrachées, laissant des nuages de débris en orbite autour de l'étoile sur des orbites excentriques. Des débris planétaires encore en orbite autour de l'étoile expliqueraient alors ses baisses d'intensité observées. De plus, les chercheurs suggèrent que la planète consommée aurait pu faire augmenter la luminosité de l'étoile jusqu'à il y a 10 000 ans, et sa luminosité revient maintenant à l'état normal.

### Planète à anneau
En 2017, Sucerquia et al. ont suggéré qu'une grande planète avec des anneaux oscillants pourrait aider à expliquer les gradations inhabituelles associées à l'étoile de Tabby.
La même année, Ballesteros et al. ont proposé une grande planète annelée traînée par un essaim d'astéroïdes troyens dans son point lagrangien, et ont estimé une orbite qui prédit un autre événement au début de 2021 en raison des troyens suivis d'un autre transit de la planète hypothétique en 2023.
Le modèle d'une planète à anneaux suggère une planète avec un rayon de 4,7 RJ. Une naine rouge précoce d'environ 0,5 R☉ serait facilement visible dans l'infrarouge. Les observations de vitesse radiale actuellement disponibles contraignent à peine le modèle, mais de nouvelles mesures de vitesse radiale réduiraient considérablement l'incertitude. Le modèle prédit un événement discret et de courte durée pour l'épisode de baisse de mai 2017, correspondant à l'éclipse secondaire de la planète passant derrière KIC 8462852, avec une diminution d'environ 3% à cause de la luminosité stellaire avec un temps de transit d'environ 2 jours. S'il s'agit de la cause de l'événement de mai 2017, la période orbitale de la planète est plus précisément estimée à 12,41 ans avec un demi-grand axe de 5,9 UA.

### Variations de luminosité intrinsèque
Le rougissement observé lors des événements de baisse profonde de l'étoile de Tabby est cohérent avec le refroidissement de sa photosphère. Il ne nécessite pas d'obscurcissement par la poussière. Un tel refroidissement pourrait être produit par une diminution de l'efficacité du transport de chaleur causée par une diminution de l'efficacité de la convection due à la forte rotation différentielle de l'étoile (les différentes couches de l'étoile ne bougeant pas à la même vitesse), ou par des changements dans ses modes de transport de chaleur si elle est proche de la transition entre le transport de chaleur radiatif et convectif. Le flux de chaleur "manquant" est stocké sous la forme d'une petite augmentation d'énergie interne et potentielle.
L'emplacement possible de cette première étoile près de la frontière entre le transport radiatif et convectif semble être soutenu par la découverte que les variations de luminosité observées de l'étoile semblent correspondre aux "statistiques d'avalanche" connues pour se produire dans un système proche d'une transition de phase. Les "statistiques d'avalanche" avec un spectre similaire à lui-même ou en loi de puissance sont une propriété universelle des systèmes dynamiques complexes fonctionnant à proximité d'une transition de phase ou d'un point de bifurcation entre deux types différents de comportement dynamique. On observe souvent que ces systèmes proches de la critique présentent un comportement intermédiaire entre "l'ordre" et le "chaos". Trois autres étoiles du Kepler Input Catalog présentent également des "statistiques d'avalanche" similaires dans leurs variations de luminosité, et toutes les trois sont connues pour être magnétiquement actives. Il a été conjecturé que le magnétisme stellaire pourrait être impliqué dans l'étoile de Tabby.

### Mégastructure artificielle
Un astronome a émis l'hypothèse que les objets éclipsant l'étoile pourraient être une méga structure faite par une civilisation extraterrestre, comme une sphère de Dyson ou plus précisément un essaim de Dyson. Il s'agit d'une structure hypothétique qu'une civilisation avancée pourrait construire autour d'une étoile pour intercepter une partie de la lumière pour ses besoins énergétiques. Selon Steinn Sigurðsson, l'hypothèse de la mégastructure est invraisemblable et défavorisée par le rasoir d'Occam et ne parvient pas à expliquer suffisamment les baisses. Il dit que cela reste un sujet valable pour la recherche scientifique, parce que c'est une hypothèse falsifiable. En raison d'une large couverture médiatique à ce sujet, l'étoile de Tabby a été comparée par Steve Howell à KIC 4150611, une étoile avec une courbe de lumière étrange qui s'est avérée, après des années de recherche, faire partie d'un système quintuple. La probabilité que l'intelligence extraterrestre soit la cause des baisses est purement spéculative ; cependant, l'étoile reste une cible exceptionnelle pour le programme SETI, car les explications naturelles n'ont pas encore pleinement expliqué le phénomène de variation. Les derniers résultats ont exclu les explications impliquant uniquement des objets opaques tels que des étoiles, des planètes, des essaims d'astéroïdes ou des mégastructures extraterrestres. Le SETI Institute a commencé à observer l'étoile à partir de la mi-octobre 2015 à l'aide du Allen Telescope Array (ATA) pour vérifier si des émissions radio confirment la présence de vie extraterrestre intelligente. Les observations réalisées entre le 15 et le 30 octobre 2015 n'ont relevé aucun signal radio prouvant la présence d'une civilisation,.
De nouvelles observations effectuées de mars 2016 à décembre 2017 ont montré que les baisses de luminosités n'étaient pas égales pour toutes les longueurs d'onde, ce qui exclut une sphère de Dyson.

### Exolunes
Deux articles publiés pendant l'été 2019 proposaient des scénarios scientifiques plausibles impliquant le retrait de grandes lunes de leurs planètes. Des simulations numériques ont été réalisées sur la migration des géantes gazeuses et de leurs lunes, au cours des premières centaines de millions d'années après la formation du système planétaire. Dans environ 50 % des cas, les résultats produisent un scénario dans lequel la lune est libérée de l'attraction gravitationnelle de sa planète mère et son orbite pourrait évoluer pour produire une courbe de lumière similaire à celle de l'étoile de Tabby lors d'un transit.

## Autres études
En 2015, de nombreux télescopes optiques surveillaient l'étoile de Tabby en prévision d'un autre événement de variation de plusieurs jours, avec des observations de suivi prévues d'un événement de variation à l'aide de grands télescopes équipés de spectrographes pour déterminer si la masse éclipsante est un objet solide, ou composé de poussière ou de gaz. Des observations de suivi supplémentaires peuvent impliquer le télescope au sol de Green Bank, le VLA et les futurs télescopes orbitaux dédiés à l'exoplanétologie tels que WFIRST, et PLATO. En 2016, une campagne de collecte de fonds a été menée par Tabetha Boyajian, l'auteur principal de l'étude initiale sur la courbe de lumière anormale de l'étoile. Le projet proposait d'utiliser le réseau mondial de télescopes de l'observatoire de Las Cumbres pour une surveillance continue de l'étoile. Dans une étude publiée en janvier 2018, Boyajian et al. ont rapporté que tout ce qui bloque l'étoile de Tabby filtre différemment différentes longueurs d'onde de lumière, il ne peut donc pas être un objet opaque. Ils ont conclu qu'il s'agissait très probablement de poussière spatiale.
En 2016, l'observatoire de rayons gamma VERITAS a été utilisé pour rechercher des transitoires optiques ultra-rapides provenant d'objets astronomiques, les astronomes développant une méthode efficace sensible aux impulsions nanosecondes avec des flux aussi faibles qu'environ un photon par mètre carré. Cette technique a été appliquée sur des observations d'archives de l'étoile de Tabby de 2009 à 2015, mais aucune émission n'a été détectée. En mai 2017, une recherche connexe, basée sur les émissions de lumière laser, a été signalée, sans aucune preuve trouvée pour les signaux liés à une technologie.
En décembre 2018, une recherche de signaux laser provenant de l'étoile de Tabby a été effectuée à l'aide de l'Automated Planet Finder, qui est suffisamment sensible pour détecter un laser de 24 MW à cette distance. Bien qu'un certain nombre de candidats aient été identifiés, une analyse plus approfondie a montré qu'ils venaient de la Terre et non de l'étoile.

### Résultats SETI
En octobre 2015, l'Institut SETI a utilisé le réseau de télescopes Allen pour rechercher les émissions radio d'une éventuelle vie extraterrestre intelligente à proximité de l'étoile. Après une enquête initiale de deux semaines, l'Institut SETI a indiqué qu'il n'avait trouvé aucune preuve de signaux radio liés à la technologie provenant du système stellaire. Aucun signal radio à bande étroite n'a été trouvé à un niveau de 180 à 300 Jy dans un canal de 1 Hz, ou des signaux à bande moyenne supérieurs à 10 Jy dans un canal de 100 kHz.
En septembre 2017, certaines unités de travail SETI@Home ont été créées sur la base d'une précédente enquête de la région autour de cette étoile. Cela a été couplé avec un doublement de la taille des unités de travail SETI@Home, de sorte que les unités de travail liées à cette région seront probablement les premières unités de travail à avoir moins de problèmes de bruit de quantification.

## EPIC 204278916
Une étoile appelée EPIC 204278916, ainsi que quelques autres objets stellaires jeunes, ont été observés en 2019 pour présenter des creux avec quelques similitudes avec ceux observés dans l'étoile de Tabby. Ils diffèrent cependant à plusieurs égards. EPIC 204278916 montre des creux beaucoup plus profonds que l'étoile de Tabby, et ils sont regroupés sur une période plus courte, alors que les creux de l'étoile de Tabby s'étalent sur plusieurs années. De plus, EPIC 204278916 est entouré d'un disque proto-stellaire, alors que l'étoile de Tabby semble être une étoile normale de type F ne montrant aucune trace de disque.

## Variations de 2017
Le 20 mai 2017, Boyajian et ses collègues ont rendu compte, via The Astronomer's Telegram, d'un événement de variation en cours (nommé "Elsie") qui a peut-être commencé le 14 mai 2017. Il a été détecté par le réseau mondial de télescopes de l'observatoire Las Cumbres, plus précisément par son télescope à Maui. Cela a été vérifié par l'observatoire Fairborn dans le sud de l'Arizona (et plus tard par les observatoires des îles Canaries). Des spectroscopies et photométries optiques et infrarouges supplémentaires ont été demandées de toute urgence, étant donné la courte durée de ces événements, qui peut se mesurer en jours ou en semaines. Les observations de plusieurs observateurs à l'échelle mondiale ont été coordonnées, y compris la polarimétrie. En outre, les projets SETI indépendants Breakthrough Listen et Near-InfraRed Optical SETI, tous deux à l'observatoire de Lick, continuent de surveiller l'étoile. À la fin de l'événement de variation de trois jours, une douzaine d'observatoires avaient pris des spectres, certains astronomes ayant abandonné leurs propres projets pour fournir du temps et des ressources au télescope. Plus généralement, la communauté astronomique a été décrite comme étant devenue "légèrement dingue" sur l'opportunité de collecter des données en temps réel sur l'étoile unique. L'événement de baisse de 2 % a été nommé "Elsie" (un homophone de "LC", en référence à Las Cumbres et à la courbe de lumière).
Les spectres initiaux faits au télescope Liverpool n'ont montré aucun changement visible entre un spectre de référence et ce creux. Cependant, plusieurs observatoires, y compris les télescopes jumeaux de l'observatoire W. M. Keck et de nombreux observatoires scientifiques citoyens, ont acquis des spectres de l'étoile montrant un creux de gradation qui avait une forme complexe et avait initialement un motif similaire à 759,75 jours à partir des données de l'événement. Les observations ont été faites sur tout le spectre électromagnétique.
La preuve d'un deuxième événement de variation (nommé "Céleste") a été observée le 13 et 14 juin 2017, qui a peut-être commencé le 11 juin, par l'astronome amateur Bruce L. Gary. Alors que la courbe de lumière du 14 au 15 juin indiquait une reprise possible après l'événement de variation, la gradation a continué d'augmenter par la suite, et le 16 juin, Boyajian a écrit que l'événement approchait d'une baisse de luminosité de 2 %.
Un troisième événement de variation important de 1 % (nommé "Skara Brae") a été détecté à partir du 2 août 2017, et qui s'est rétabli le 17 août. Un quatrième événement de variation important (nommé "Angkor") a commencé le 5 septembre 2017, et se situe, au 16 septembre 2017, entre 2,3 et 3% d'événement de variation.
Un autre événement de variation, représentant une baisse de 0,3 %, a commencé vers le 21 septembre 2017 et s'est complètement rétabli le 4 octobre 2017. Le 10 octobre 2017, un éclaircissement croissant, d'une durée d'environ deux semaines, de la lumière des étoiles de KIC 8462852 a été noté par Bruce L. Gary de l'observatoire de Hereford en Arizona et Boyajian. Vers le 20 novembre 2017, un cinquième événement de gradation important a commencé et s'est approfondi à une profondeur de 0,44%; au 16 décembre 2017, l'événement s'est rétabli, s'est stabilisé au fond du pendage pendant 11 jours, s'est à nouveau estompé, à une profondeur de gradation totale actuelle de 1,25%, et se rétablit maintenant. Les événements de gradation et d'éclaircissement de l'étoile continuent d'être surveillés ; les courbes de lumière associées sont actuellement mises à jour et publiées fréquemment.

## Variation de 2018
L'étoile était trop proche de la position du Soleil dans le ciel de fin décembre 2017 à mi-février 2018 pour être vue. Les observations ont repris fin février. Une nouvelle série de baisses a commencé le 16 mars 2018. Le 18 mars 2018, l'étoile était en baisse de plus de 1 % en bande G, selon Bruce L. Gary, et d'environ 5 % en bande R, ce qui en fait la baisse la plus profonde observée depuis la mission Kepler en 2013, selon Tabetha S. Boyajian. Une deuxième baisse encore plus profonde avec une profondeur de plus de 5% a commencé le 24 mars 2018, comme l'a confirmé l'observateur de l'AAVSO John Hall. Depuis le 27 mars 2018, cette deuxième baisse se redresse.

## Variation de 2019
La saison d'observation 2019 a commencé à la mi-mars, lorsque l'étoile est réapparue après sa conjonction annuelle avec le Soleil. La campagne d'observation au sol a été complétée par le Transiting Exoplanet Survey Satellite (TESS), qui a observé l'étoile toutes les 2 minutes entre le 18 juillet et le 11 septembre 2019. Il a observé une baisse de luminosité de 1,4 % entre le 3 et le 4 septembre 2019.
Entre octobre et décembre 2019, au moins sept creux distincts ont été observés, dont le plus profond avait une profondeur de 2 %. À la fin de la saison d'observation début janvier 2020, l'étoile avait de nouveau retrouvé sa luminosité. La profondeur totale combinée des creux en 2019 était de 11 %, comparable à celle observée en 2011 et 2013, mais répartie sur un long intervalle de temps.